# ラスク郡 (テキサス州)
ラスク郡（英: Rusk County）は、アメリカ合衆国テキサス州に位置する郡である。人口は47,372人（2000年）。郡庁所在地はヘンダーソンである。ラスク郡はテキサス共和国の初代陸軍長官トーマス・ジェファーソン・ラスクの名を取って命名された。

## 地理
アメリカ合衆国統計局によると、この郡は総面積2,431 km2 (939 mi2) である。このうち2,392 km2 (924 mi2) が陸地で39 km2 (15 mi2) が水地域である。総面積の1.61%は水地域となっている。

### 隣接する郡
- グレッグ郡 (北)
- ハリソン郡 (北東)
- パノラ郡 (東)
- シェルビー郡 (南東)
- ナカドーチェス郡 (南)
- チェロキー郡 (南西)
- スミス郡 (北西)

## 人口動勢

2000年国勢調査に基づくラスク郡の人口ピラミッド

2000年国勢調査で、この郡は人口47,372人、17,364世帯、及び12,727家族が暮らしている。人口密度は20/km2 (51/mi2) である。8/km2 (22/mi2) の平均的な密度に19,867軒の住宅が建っている。この郡の人種的な構成は白人74.89%、アフリカン・アメリカン19.21%、先住民0.35%、アジア0.24%、太平洋諸島系0.01%、その他の人種4.22%、及び混血1.09%である。ここの人口の8.44%はヒスパニックまたはラテン系である。
この郡内の住民は24.90%が18歳未満の未成年、18歳以上24歳以下が8.30%、25歳以上44歳以下が27.80%、45歳以上64歳以下が23.30%、及び65歳以上が15.60%にわたっている。中央値年齢は38歳である。女性100人ごとに対して男性は104.00人である。18歳以上の女性100人ごとに対して男性は103.10人である。
この郡内の世帯ごとの平均的な収入は32,898米ドルであり、家族ごとの平均的な収入は39,185米ドルである。男性は30,956米ドルに対して女性は19,749米ドルの平均的な収入がある。この郡の一人当たりの収入 (per capita income) は16,674米ドルである。人口の14.60%及び家族の10.90%は貧困線以下である。全人口のうち18歳未満の20.80%及び65歳以上の13.00%は貧困線以下の生活を送っている。

## 都市及び町
- ヘンダーソン (11273)
- Overton (2350)
- Tatum (1175)
- ニューロンドン (987)
- マウントエンタープライズ (525)